# Leão Patiano
Leão Patiano (em latim: Leo Patiano) ou Pasiano foi um oficial bizantino do século XI, ativo sob o imperador Basílio II (r. 976–1025). Era um excubitor ou membro da tagma dos excubitores. De acordo com Lupo Protoespatário, em maio ou junho de 1017, lutou contra o rebelde Melo de Bari e seus aliados normandos, sendo derrotado e morto. Os Anais Barenses, por sua vez, especificam que morreu perto do Monte Peluso.